# Paul McGann

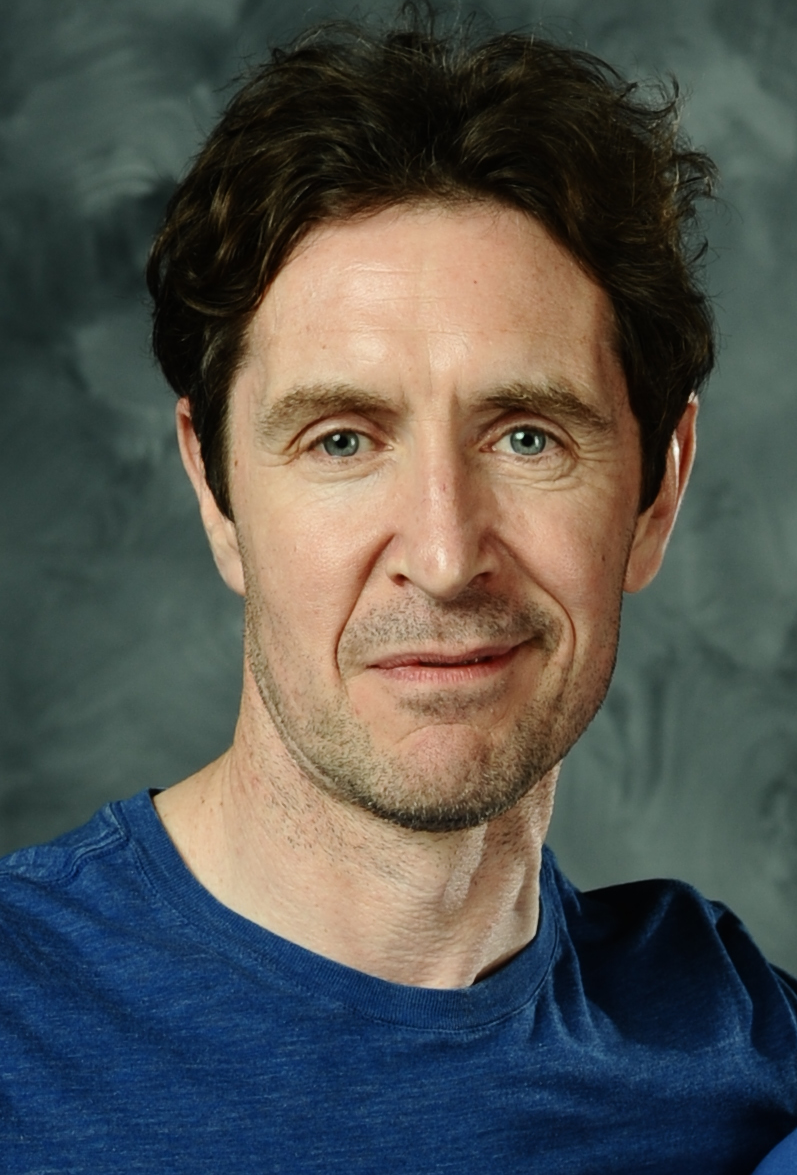
Paul McGann (2015)

Paul McGann (* 14. November 1959 in Liverpool) ist ein britischer Schauspieler.

## Leben und Karriere
Paul McGann wurde als zweites von fünf Kindern in eine katholische Familie in Liverpool geboren. Mit 17 Jahren bewarb er sich auf Anraten eines Lehrers bei der Royal Academy of Dramatic Arts und wurde an der renommierten Schauspielschule angenommen. Anschließend folgten verschiedene Bühnenrollen. Erstmals einem größeren Publikum bekannt wurde McGann 1986 durch die auf wahren Begebenheiten basierende BBC-Miniserie The Monocled Mutineer, in der er den monokeltragenden Hochstapler Percy Toplis verkörperte. Im folgenden Jahr war er in Bruce Robinsons Komödie Withnail & I in einer der beiden Hauptrollen als neurotischer Schauspieler Marwood zu sehen. Dieser Film besitzt insbesondere in Großbritannien bis heute Kultstatus. Anfang der 1990er Jahre war er in Nebenrollen in Die drei Musketiere und Alien 3 zu sehen, eine größere Kinokarriere blieb allerdings in der Folge aus.
Insbesondere im britischen Fernsehen ist McGann bis heute präsent. 1996 wurde er der achte Darsteller der Titelrolle der Science-Fiction-Serie Doctor Who: Er spielte den Charakter in dem Fernsehfilm Doctor Who – Der Film. Seit 2001 spricht McGann auch den achten Doktor in den Doctor-Who-Hörspielen. 2013 übernahm er diese Rolle erneut in der Mini-Episode The Night of the Doctor, die anlässlich des 50-jährigen Jubiläums der Serie veröffentlicht wurde. Von 2010 bis 2019 war McGann in der Krimiserie Luther in einer wiederkehrenden Rolle als Menschenrechtsanwalt Mark North zu sehen.
Seine drei Brüder Joe McGann, Mark McGann und Stephen McGann sind ebenfalls Schauspieler. Gemeinsam mit Stephen und Mark drehte er 1995 Katharina die Große. Paul McGann ist mit seiner Schauspielkollegin Anne Milner verheiratet, die gemeinsamen Söhne sind der Musikproduzent Joseph McGann (* 1988) und der Schauspieler Jake McGann (* 1990).

## Filmografie (Auswahl)
- 1982: Russian Night... 1941 (Fernsehfilm)
- 1983: Gaskin (Fernsehfilm)
- 1983–1984: Give us a Break (Fernsehserie, 8 Folgen)
- 1986: The Monocled Mutineer (Miniserie, 4 Folgen)
- 1986: The Importance of Being Earnest (Fernsehfilm)
- 1986: Withnail & I
- 1987: Das Reich der Sonne (Empire of the Sun)
- 1989: Wahn des Herzens (Tree of Hands)
- 1989: Streets of Yesterday
- 1989: Der Regenbogen (The Rainbow)
- 1989: Big Busine$$
- 1990: Vorsicht Arzt (Paper Mask)
- 1990: The Monk
- 1991: Angst vor der Dunkelheit (Afraid of the Dark)
- 1992: Alien 3 (Alien³)
- 1992: Nice Town (Miniserie, 3 Folgen)
- 1993: Die drei Musketiere (The Three Musketeers)
- 1995: The Hanging Gale (Miniserie)
- 1995: Katharina die Große (Catherine the Great, Fernsehfilm)
- 1996: Todeskommando Irak (The One That Got Away, Fernsehfilm)
- 1996: Doctor Who – Der Film (Doctor Who, Fernsehfilm)
- 1996: The Merchant of Venice (Fernsehfilm)
- 1997: Fremde Wesen (FairyTale: A True Story)
- 1997: Downtime
- 1998: Our Mutual Friend (Miniserie, 4 Folgen)
- 1999: Forgotten (Miniserie, 3 Folgen)
- 1999: Breathless Hush (Fernsehfilm)
- 2000: Nature Boy (Miniserie, 4 Folgen)
- 2000: Fish (Fernsehserie, 6 Folgen)
- 2001: Hotel! (Fernsehfilm)
- 2001–2003: Hornblower (Fernsehserie, 4 Folgen)
- 2002: Königin der Verdammten (Queen of the Damned)
- 2002: Blood Strangers (Fernsehfilm)
- 2002: The Biographer (Fernsehfilm)
- 2003: Doctor Who: Shada (Miniserie, 6 Folgen, Stimme)
- 2003: Morphium (Sad Cypress, Fernsehfilm)
- 2004: Lie with Me (Fernsehfilm)
- 2005: Kidnapped (Fernsehfilm)
- 2005: Gypo
- 2006: Agatha Christie’s Marple (Fernsehserie, Folge 2x1)
- 2006: Nur über ihre Leiche (If I Had You, Fernsehfilm)
- 2006: Poppies
- 2006: Tripping Over (Fernsehserie, 6 Folgen)
- 2007: True Dare Kiss (Fernsehserie, 6 Folgen)
- 2007: Voice from Afar
- 2008: Fables of Forgotten Things (Fernsehfilm)
- 2009: Lesbian Vampire Killers
- 2009: Collision (Miniserie, 5 Folgen)
- 2010: Godard & Others
- 2010–2011, 2019: Luther (Fernsehserie, 11 Folgen)
- 2011: Waking the Dead – Im Auftrag der Toten (Waking the Dead, Fernsehserie, 2 Folgen)
- 2011: Sonnet 155
- 2011: Moving Target
- 2011: New Tricks – Die Krimispezialisten (New Tricks, Fernsehserie, Folge 8x06)
- 2012: Save Our Souls: The Titanic Inquiry (Fernsehfilm)
- 2012: Notes from the Underground
- 2013: Ripper Street (Fernsehserie, Folge 1x04)
- 2013: Art Is...
- 2013, 2022: Doctor Who (Fernsehserie, Mini-Episode The Night of the Doctor & Special The Power of the Doctor)
- 2013: The Five(ish) Doctors Reboot (Fernsehfilm)
- 2014: The Bletchley Circle (Fernsehserie, Folge 2x1)
- 2015: Churchill: Winning the War, Losing the Peace (Fernsehfilm, Erzähler)
- 2016: Churchill’s Secret (Fernsehfilm)
- 2016: Brakes
- 2017: B&B
- 2017–2018: Holby City (Fernsehserie, 40 Folgen)
- seit 2021: Annika (Fernsehserie)